# 科學之鑰
《科學之鑰》（Mafātīḥ al-ʿulūm）是波斯學者花剌子密 (学者)(Muhammad ibn Ahmad al-Khwarizmi)在10世纪编写的一部百科全书。
全书分为两部分：
- 阿拉伯传统知识：法律、古典哲学、语法、文牍事物、诗歌韵律、历史
- 外来知识：西方哲学、逻辑、医药、数学、天文、音乐、炼金术